# Běhařovice
Běhařovice är en köping i Tjeckien.   Den ligger i regionen Södra Mähren, i den sydöstra delen av landet, 170 km sydost om huvudstaden Prag. Běhařovice ligger 385 meter över havet och antalet invånare är 419.
Terrängen runt Běhařovice är platt. Runt Běhařovice är det ganska glesbefolkat, med 48 invånare per kvadratkilometer. Närmaste större samhälle är Znojmo, 16,6 km söder om Běhařovice. Trakten runt Běhařovice består till största delen av jordbruksmark.